# Colibrí de pit violaci
El colibrí de pit violaci (Sternoclyta cyanopectus) és una espècie d'ocell de la subfamília dels troquilins (Trochilinae) dins la família dels troquílids (Trochilidae) i única espècie del gènere Sternoclyta	(Gould, 1858).

## Taxonomia
El colibrí de pit violaci va ser descrit per John Gould en 1846, com "Trochilus cyanopectus", i ubicat al monotípic gènere Sternoclyta pel mateix autor, en 1858.
Estudis publicats al present segle proposen la inclusió d'aquesta espècie al gènere Eugenes.
Aquesta proposta però, no ha estat adoptada als principals sistemes taxonòmics, que a més no consideren l'existència de subespècies.

## Hàbitat i distribució
Habita principalment els boscos subtropicals humits, però també boscos secundaris madurs i encara conreus de cafè, a una alçària de fins 2000 m, des de la Serralada de la Costa de Veneçuela cap a l'est a l'estat de Miranda, i des d'allà, cap al sud-oest fins els Andes, als estats de Lara, Mérida i Táchira. També a la zona limítrofa de Colòmbia, al departament de Santander.